# فولکس‌واگن بیتل (ای۵)
فولکس‌واگن بیتل (ای۵) (به انگلیسی: Volkswagen Beetle (A5)) که به ترتیب در فرانسه، ایتالیا، و برزیل به نام‌های فولکس‌واگن Coccinelle، فولکس‌واگن Maggiolino و فولکس‌واگن Fusca هم شناخته شده‌است یک خودروی کامپکت است که توسط فولکس‌واگن در سال ۲۰۱۱ با نام مدل ۲۰۱۲ به عنوان جانشین فولکس‌واگن بیتل جدید تولید شد.
شکل این خودرو گرچه مدرن است اما یادآور فولکس قورباغه‌ای است. این یک ایده از سوی فولکس‌واگن بود که بر روی فولکس‌واگن بیتل جدید به کار گرفته شد تا همچون فولکس قورباغه‌ای خوش بدرخشد اما فولکس واگن بیتل جدید هرگز نتوانست موفقیت‌های پدرش را تکرار کندکه به نظر می‌رسد این مورد دربارهٔ بیتل ای۵ هم صدق کند.
این خودرو یک نسخه ویژه به نام Black Turbo launch edition دارد که از آن تنها ۶۰۰ دستگاه تولید شده.البته این خودرو نسخه‌های ویژه دیگری مانند Turbo Black,Fender Edition, Xbox special edition وR-Line را نیز دارد.
بیتل در زبان انگلیسی به معنای سوسک است.
تولید این خودرو در سال ۲۰۱۹ بدون اعلام هیچ جانشینی متوقف شد و این پایانی برای بیتل بود.

## نگارخانه

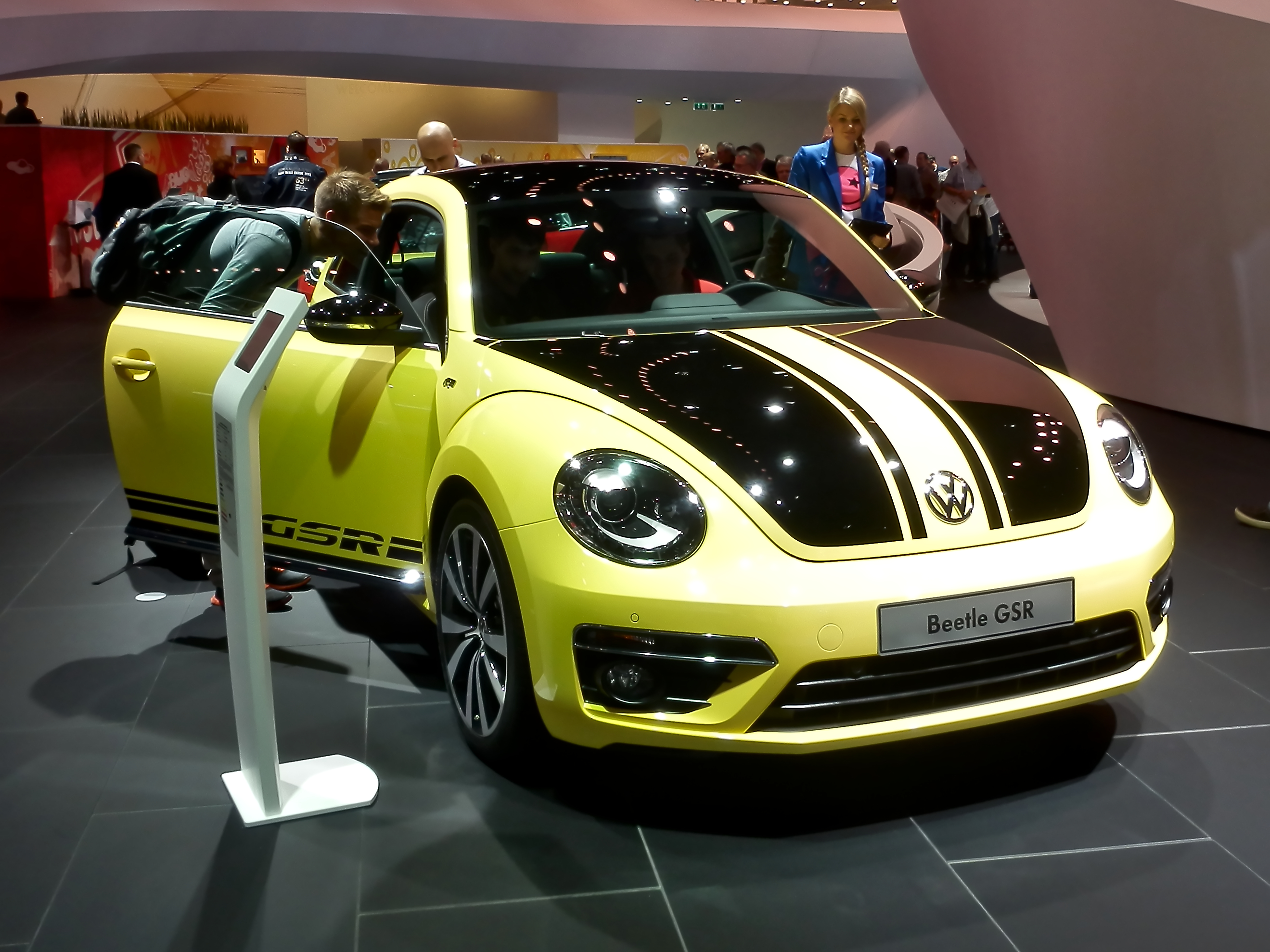